# Hydroporus ophionis
Hydroporus ophionis är en skalbaggsart som beskrevs av Henry Clinton Fall 1917. Hydroporus ophionis ingår i släktet Hydroporus och familjen dykare. Inga underarter finns listade i Catalogue of Life.